# Troféu São Sebastião do Rio de Janeiro
Troféu São Sebastião do Rio de Janeiro, ou simplesmente Troféu São Sebastião foi uma competição amistosa de futebol, criada para abrir a temporada do futebol Carioca. O troféu era disputado sempre no dia 20 de Janeiro, dia do Santo, padroeiro da cidade do Rio de Janeiro. Foram realizadas duas edições (uma em 1999, e a outra em 2000), sempre disputadas entre as equipes do Flamengo e do Fluminense.

## 1999
A primeira edição foi disputada no dia 20 de janeiro de 1999. Foi o primeiro jogo da temporada do futebol carioca, e também o primeiro da reabertura da geral do Maracanã, depois de três anos e meio fechada devido a divergências da administração do estádio com a Polícia Militar.

### Ficha técnica da partida
| 20 de Janeiro, de 1999 | Flamengo                                            | 5 – 3    | Fluminense                               | Estádio do Maracanã, Rio de Janeiro Público: 113.602 |
|                        | Romário 25' 30' · Caio 36' 44' · Marcelo Santos 91' | Detalhes | Emerson 32' · Roni 39' · Magno Alves 44' | Árbitro: Ubiraci Damásio                             |

| Flamengo | Fluminense |

|                    |    |                |  |  |
|                    |    |                |  |  |
| G                  | 1  | Clemer         |  |  |
| LD                 | 2  | Pimentel       |  |  |
| Z                  | 3  | Fabão          |  |  |
| Z                  | 4  | Ronaldo        |  |  |
| LE                 | 6  | Athirson       |  |  |
| V                  | 5  | Jorginho       |  |  |
| V                  | 8  | Cleison        |  |  |
| M                  | 7  | Beto           |  |  |
| M                  | 9  | Iranildo       |  |  |
| A                  | 10 | Caio           |  |  |
| A                  | 11 | Romário        |  |  |
| Substituições:     |    |                |  |  |
|                    |    | Marco Antonio  |  |  |
|                    |    | Rodrigo Fabri  |  |  |
|                    |    | Marcelo Santos |  |  |
| Treinador:         |    |                |  |  |
| Evaristo de Macedo |    |                |  |  |

|                         |    |              |  |  |
|                         |    |              |  |  |
| G                       | 1  | Adilson      |  |  |
| LD                      | 2  | Paulo César  |  |  |
| Z                       | 3  | Gelson       |  |  |
| Z                       | 4  | Emerson      |  |  |
| LE                      | 6  | Nonato       |  |  |
| V                       | 5  | Roberto Brum |  |  |
| V                       | 8  | Jorge Luis   |  |  |
| M                       | 10 | Bruno Reis   |  |  |
| M                       | 7  | Roger        |  |  |
| A                       | 9  | Roni         |  |  |
| A                       | 11 | Túlio        |  |  |
| Substituições:          |    |              |  |  |
|                         |    | Flávio       |  |  |
| A                       |    | Leandro      |  |  |
| A                       |    | Marco Brito  |  |  |
| A                       |    | Magno Alves  |  |  |
| Treinador:              |    |              |  |  |
| Carlos Alberto Parreira |    |              |  |  |

## 2000
Nesse jogo o Flamengo usou um de seus terceiros uniformes, que gerou muita polêmica por ser todo preto.

### Ficha técnica
| 20 de Janeiro, de 2000 | Flamengo  | 1 – 0 | Fluminense | Estádio do Maracanã, Rio de Janeiro Público: |
|                        | Lúcio 52' |       |            |                                              |

| Flamengo | Fluminense |

|                |    |                 |  |  |
|                |    |                 |  |  |
| G              | 1  | Clemer          |  |  |
| LD             | 2  | Pimentel        |  |  |
| Z              | 3  | Fabão           |  |  |
| Z              | 4  | Juan            |  |  |
| LE             | 6  | Paulo Roberto   |  |  |
| V              | 5  | Leandro Ávila   |  |  |
| V              | 8  | Maurinho        |  |  |
| M              | 7  | Lê              |  |  |
| M              | 9  | Iranildo        |  |  |
| A              | 10 | Rodrigo Mendes  |  |  |
| A              | 11 | Reinaldo        |  |  |
| Substituições: |    |                 |  |  |
|                |    | Bruno Carvalho  |  |  |
|                |    | Lucio           |  |  |
|                |    | Jorginho        |  |  |
|                |    | Leandro Machado |  |  |
| Treinador:     |    |                 |  |  |
| Carpegiani     |    |                 |  |  |

|                |    |  |  |  |
|                |    |  |  |  |
| G              | 1  |  |  |  |
| LD             | 2  |  |  |  |
| Z              | 3  |  |  |  |
| Z              | 4  |  |  |  |
| LE             | 6  |  |  |  |
| V              | 5  |  |  |  |
| V              | 8  |  |  |  |
| M              | 10 |  |  |  |
| M              | 7  |  |  |  |
| A              | 9  |  |  |  |
| A              | 11 |  |  |  |
| Substituições: |    |  |  |  |
|                |    |  |  |  |
| A              |    |  |  |  |
| A              |    |  |  |  |
| A              |    |  |  |  |
| Treinador:     |    |  |  |  |
|                |    |  |  |  |

## Ver Também
- Fla-Flu